# نئوتنی

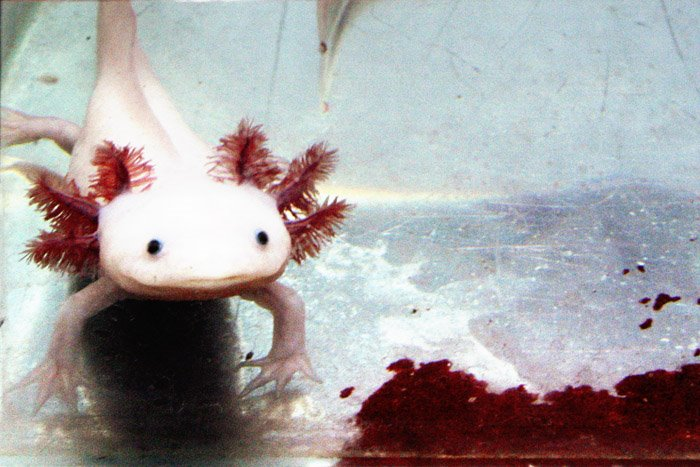
سمندر مکزیکی نوعی دوزیست است که جانور بالغ آن شباهت زیادی به جانور نابالغش دارد

جوان‌ماندگی یا نئوتنی (به انگلیسی: Neoteny) (از زبان یونانی به معنای"جوان ماندن") به حفظ ویژگی‌های خردسالانه در جانوران بالغ یک گونه گفته می‌شود. جوان‌ماندگی مفهومی در زیست‌شناسی و فرگشت است که به حفظ ویژگی‌های نابالغ یا نوزادی در بدن جانوری بالغ اطلاق می‌شود. در این پدیده، جانور به بلوغ جنسی می‌رسد، اما برخی از ویژگی‌های رشدیِ مربوط به مراحل ابتدایی زندگی‌اش را همچنان حفظ می‌کند.
جانورانی که دارای نئوتنی هستند شباهت بیشتری به نوزادان گونه‌شان دارند و با گذر از خردسالی به بزرگسالی ویژگی‌های نوزادگونه را کمتر از دست داده‌اند.
جوان‌ماندگی می‌تواند در شکل ظاهری، فیزیولوژی یا رفتار جاندار نمود پیدا کند و یکی از اشکال دگرگون‌شدگی رشدی به‌شمار می‌آید.
از شناخته‌شده‌ترین نمونه‌های جوان‌ماندگی در طبیعت، می‌توان به سمندر مکزیکی اشاره کرد، که گونه‌ای از سمندرهای گل‌ولای است. این جانور تا پایان عمر در مرحلهٔ لاروی باقی می‌ماند، آبشش‌های بیرونی خود را حفظ می‌کند و در محیط آبی زندگی می‌کند، در حالی که توانایی تولید مثل را نیز دارد. برخلاف بیشتر دوزیستان که با دگردیسی به شکل زمینی و بالغ درمی‌آیند، سمندر مکزیکی بدون گذر از این مرحله به بلوغ می‌رسد.
در انسان نیز، برخی پژوهشگران معتقدند که پدیدهٔ جوان‌ماندگی در روند فرگشتی بشر نقش داشته‌است. ویژگی‌هایی مانند سر نسبتاً بزرگ در مقایسه با بدن، صورت صاف، گونه‌های برجسته، چانهٔ ظریف، و رفتارهای اجتماعی چون بازیگوشی و همکاری، از جمله صفاتی هستند که در کودکی انسان دیده می‌شوند و تا بزرگسالی ادامه می‌یابند. این ویژگی‌ها ممکن است در سازگاری اجتماعی، برقراری ارتباط و بقای جمعی نقش ایفا کرده باشند.
جوان‌ماندگی تنها به دلایل طبیعی و زیستی محدود نمی‌شود، بلکه در فرآیند اهلی‌سازی نیز اهمیت دارد. برای نمونه، سگ‌ها نسبت به نیاکان وحشی خود یعنی گرگ‌ها، ویژگی‌هایی از دوران تولگی مانند سر بزرگ‌تر، گوش‌های افتاده و رفتارهای وابسته‌تر را حفظ کرده‌اند. این ویژگی‌ها در طی نسل‌ها، به‌واسطهٔ انتخاب انسان، تقویت شده‌اند، چرا که جاندارانی با ظاهر و رفتار کودک‌گونه برای انسان‌ها دلپذیرتر و قابل‌تحمل‌تر بوده‌اند.
علت جوان‌ماندگی ممکن است ژنتیکی، زیست‌محیطی یا ناشی از انتخاب مصنوعی باشد. در برخی موارد، محیط‌هایی مانند آب‌های سرد یا کم‌اکسیژن موجب می‌شود که رشد بدنی متوقف شده و حیوان در حالت لاروی باقی بماند. در دیگر موارد، نئوتنی می‌تواند به‌عنوان راهبردی فرگشتی برای کاهش مصرف انرژی یا بهره‌برداری بهتر از منابع محیطی ظاهر شود. همچنین، تغییر در هورمون‌ها یا تأخیر در عملکرد غدد درون‌ریز از جمله عواملی هستند که می‌توانند فرایند بلوغ بدنی را کند یا متوقف کنند، در حالی که بلوغ جنسی حفظ می‌شود.
جوان‌ماندگی، که گاه در کنار مفاهیمی مانند دگردیسی‌نایافتگی یا رشد کند بررسی می‌شود، نقشی اساسی در تنوع ریخت‌شناسی جانداران و مسیرهای فرگشتی آن‌ها دارد. این پدیده نشان می‌دهد که رشد و بلوغ در جانوران الزاماً مسیر ثابتی ندارد و ممکن است با حفظ برخی ویژگی‌های نابالغ، سازگاری بیشتری با شرایط زیست‌محیطی یا اجتماعی حاصل شود.